# Robbie Keane
Robbie Keane (Dublin, 18. srpnja 1980.) irski je nogometni trener i bivši nogometaš. Trenutačno je trener Ferencvárosa. Drži rekord svih vremena kao igrač irske nogometne reprezentacije s najviše nastupa i najviše golova za nacionalnu momčad.
Počeo je svoju profesionalnu karijeru kao igrač Wolverhampton Wanderersa. U svom prvom nastupu kao sedamnaestogodišnjak postigao je dva gola. Te sezone je bio glavni napadač kluba Wolverhamptona i postigao gol za irsku nogometnu reprezentaciju. Često je mijenjao klubove između 1999. i 2002. godine probivši rekordu svotu transfera. Nakon kratkog vremena u milanskom Interu, vratio se u Englesku na posudbu u Leeds United. Godine 2002. pridružio se Tottenhamu gdje je igrao šest godina. Sezona 2007./08. bila je najplodnija sezona ovog irskog napadača, zabio je 23 gola, postigavši i stoti gol za Tottenham i osvojio pri trofej kao senior, Engleski liga kup. Otišao je u Liverpool u srpnju 2008. godine gdje je proveo samo šest mjeseci, da bi se opet vratio u Tottenham gdje je postao kapetan.  
Keane je svoju napadačku reputaciju stekao u Tottenhamu, gdje je često završavao sezone kao najbolji strijelac svog tima. Također je postao i 2004. godine glavni napadač nacionalne momčadi, da bi 2006. godine dobio i kapetansku vrpcu.  

## Rani dani
Robbie (Sin Roberta i Ellie Keane) počeo je svoju karijeru u južnom Dublinu kao školarac, gdje je njegov talent prepoznat u ranim godinama. Keane je dobio ponude iz Liverpoola i iz Wolverhamptona, no odlučio je otići u Wolverhampton, jer je smatrao da će se teže probiti u Liverpoolu. Otišao je u Wolverhampton kao petnaestogodišnjak te nastupao za juniore.
Keane je napravio svoj prvi nastup za senirosku momčad u dobi od 17 godina, kada je postigao dva gola protiv Norwich Cityja. Te sezone pomogao je klubu, zaradivši pozitivne kritike i od izbornika i menadžera kluba. S vremenom je postao prvi strijelac kluba, pogodivši mrežu 16 puta u sezoni 1998./99. Keaneova forma i zabijanje golova za klub kao i za nacionalnu momčad privuklo je mnogo interesa jačih klubova koji mali klub s lošim finacijskim stanjem kao Wolverhampton nije mogao odbiti.

## Klupska karijera

### Coventry City
Na početku sezone 1999./00. Robbie Keane je prodan u premierligaški Coventry City za 6 milijuna funti, tadašnji britanski rekord za tinejdžera. Tijekom uspješne sezone Coventryja Keane je odigrao važnu ulogu. Coventry City je imao niz od dva mjeseca bez poraza u jesen 1999. godine koji je kulminirao pobjedom protiv Aston Ville gdje je on stekao podršku navijača. Postigao je 12 golova u 34 utakmice i tako stekao nacionalnu ali i internacionalnu reputaciju.

### Inter Milan
Marcello Lippi je uspio dovesti Keanea u Italiju i tako mu ispuniti želju da zaigra u Italiji. Međuim, Keaneov san o igranju u Italiji se raspao kada je Lippi dobio otkaz. Lipijev nasljednik, Marco Tardelli zapostavljao je Keanea te je on posuđen Leeds Unitedu nakon samo 13 nastupa i dva gola za klub iz Milana.

### Leeds United
Njegova karijera u Leedsu počela je vrlo impresivno. Postigao je 9 pogodaka u 14 susreta prije nego što je Leedsov menadžer David O'Leary napravio dogovor o definitivnom prelasku u Leeds United za 12 milijuna funti. Ta sezona nije bila tako sjajna. Pao je u formi, djelom zbog ozljede, te je dao samo 10 golova u 36 nastupa. U međuvremenu Leeds je zapao u financijske dugove te su mnogi igrači bili prodani, uključujući i Keanea koji je otišao u Tottenham Hotspur za 7 milijuna funti, samo dan prije zatvaranja roka za transfer igrača.

### Tottenham Hotspur
Pri potpisivanju ugovora menadžer Tottenhama Glenn Hoddle rekao je da je Keane idealan za White Hart Lane i da planira zadržati Keanea duže vrijeme. Za Keana prvi nastup bio je i više nego dobar. Izborio je penal za pobjedu Tottenhama nad West Hamom 3:2. Keane je svoj prvi gol u dresu Tottenhama zabio Blackburn Roversima na Ewood Parku za pobjedu 2:1. Iako su Spursi završili na razočaravajućem desetom mjestu on je bio ugodno iznenađenje te je završio sezonu kao najbolji strijelac Tottenhama s 13 golova uključujući hat-trick protiv Evertona na White Hart Laneu. 
Sezone 2003./04., Spursi su se borili za ostanak u ligi. Keanovi golovi sačuvali su Tottenhamu premierligaški status. Hat-trick protiv Wolverhamptona i kazneni udarac u zadnjoj minuti protiv najvećeg rivala Arsenala su ukratko ono što je Keane napravio u sezoni. Opet je završio kao najbolji strijelac Tottenhama sa 16 golova. 
Njegova treća sezona 2004./05. je bila frustrirajuća. Iako je zabio najviše golova otkad igra u Tottenhamu, njih 17, bio je igrač iz sjene. Vrhunac je bio kada je kažnjen s 10 tisuća funti zbog nesportskog ponašanja na utakmici s Birminghamom kada nije dobio priliku zaigrati. Uz novčanu kaznu morao je trenirati s rezervama i budućnost u klubu mu je bila ugrožena.
Sezone 2005./06. bio je zamjena za Defoa i Mida koji su bili tandem. Međutim loša forma Jermaina Defoa dala mu je priliku da se opet vrati kao prvi strijelac Tottenhama. On je prihvatio tu šansu objeručke, počevši s najboljim nogometom u svojoj karijeri. Do kraja ožujka 2006. godine pretekao je Mida i postao još jednom najbolji strijelac Tottenhama. Također je bio i vice-kapetan momčadi i dobivao je traku kada bi Ledley King izlazio van.
U veljači 2006. godine, Interov vlasnik i predsjednik, Massimo Moratti priznao da je pogriješio kada je pustio Keanea nakon što je bio impresioniran njegovim nastupima u Tottenhamu, no Keane je produžio ugovor u Tottenhamu na još četiri godine u ožujku 2006.Također Keane je imenovan zajedno s još deset kolega koji su pogođeni norovirusom, koji su dobili trovanjem hranom 6. svibnja 2006. No tu je njegova upornost izašla na vidjelo kada je ipak uspio odigrati zadnju utakmicu sezone s West Hamom.
Keane je imao slabi početak sezone 2006./07., posebice zbog ozljede koljena koji je Keane pretrpio na utakmici s Middlesbroughom 5. prosinca 2006. godine. Njegov povratak nakon ozljede obilježio je vrlo brz povratak u formu te partnerstvo u napadu s Dmitrom Berbatovom. Zbog izvrsne igre Keane i Berbatov dobili su nagradu igrači mjeseca za travanj 2007. Keane je na kraju sezone zabio 22 gola u svim natjecanjima, što je najveći broj koji je postigao do tada u svojoj karijeri, te je postigao 15 golova u zadnjih 15 utakmica u sezoni. 
Keaneov 200. nastup za Tottenham bila je zadnja utakmica u sezoni 2006./07. s Manchester Cityjem gdje je postigao prvi gol u pobjedi 2:1 koja je Tottenhamu osigurala 5 mjesto i put u Europu.
Dana 28. svibnja 2007. godine Keane je potpisao novi petogodišnji ugovor s Tottenhamom. Dne 26. prosinca 2007. godine postao je trinaesti igrač u povijesti koji je postigao 100 golova u Premier ligi. 2007. pokazala se kao izvrsna godina za irskog napadača s postignutih 31 gol i 13 asistencija u samo 40 utakmica. S 19 golova postignutih u ligi postao je prvi strijelac Premier lige u 2007. godini.
Dana 24. veljače 2008. godine je osvojio i prvi trofej kao senior. Tottenham uz njegovu veliku pomoć osvojio je Engleski liga kup, čije se finale igralo na najpoznatijem engleskom stadionu Wembleyu. Tottenham je u finalu pobijedio Chelsea 2:1 nakon produžetaka. Dana 12. travnja 2008. godine Keane je nastupio 250. put za Tottenham na utakmici s Middlesbroughom, koja je završila remijem 1:1. Keane je završio sezonu 2007./08. s 23 gola te je bio izjednačen s Dmitrom Berbatovom kao najbolji strijelac Tottenhama. Keane je u svojoj karijeri u Tottenhamu osvojio titulu igrač godine tri puta (2003-04, 2005-06 i 2007-08) te postao prvi igrač kojemu je to uspjelo.
Njegov talent i uspješnost u napadu privukla je pozornost Liverpoola. Usprkos unutrašnjem otporu Tottenhama da proda Robbiea Keanea transfer se ipak dogodio i to po cijeni od 20.3 milijuna funti. To je omogućilo Keanu da se pridruži timu za kojeg je navijao kao dijete, iako je priznao da je samo mjesec dana ranije planirao ostati u Tottenhamu.

### Liverpool
Liverpool je javno obznanio interes za Keanea 1. srpnja 2008. godine. Dana 28. srpnja 2008. godine Tottenham je potvrdio transfer za 19 milijuna plus 1.3 milijun kao razni troškovi i kompenzacije. Keane je dogovorio uvjete s Liverpoolom nekoliko dana kasnije te je potpisao ugovor na četiri godine za "Redse".
U svom prvom intervju kao igrač Liverpoola, Keane je rekao da ne žali što je otišao u Liverpool te otkrio da će nositi broj 7 na dresu i tako na tom mjestu nasljediti Kennyja Dalglisha i Kevina Keegana. Keane je postigao svoj prvi gol za Liverpool 1. listopada 2008. godine u Ligi prvaka u pobjedi protiv PSV Eindhovena na Anfieldu. Drugi gol u Ligi prvaka je slijedio brzo, naime postigao je pogodatak u remiju protiv Atlética iz Madrida. 8. studenog 2008. su stigli i prvi premierligaški golovi kada je postigao dva gola protiv West Bromwich Albiona.
Šest tjedana je prošlo dok Robbie Keane nije zabio ponovno. Proradio je u ključnom trenutku zabivši protiv Arsenala odlučujući pogodak za 1:1. U sljedećoj utakmici protiv Bolton Wanderersa, Keane je postigao još dva gola za pobjedu Liverpoola od 3:0. Tijekom zimskog prijelaznog roka Tottenham Hotspur je otkupio irskog napadača za 12 milijuna funti i tako ga vratili u bivši klub.

## Reprezentacija
Keane je postigao puno u svojoj klupskoj karijeri, ali i kao reprezentativac irske nogometne reprezentacije. Bio je dijelom "zlatne generacije" mladog irskog nogometa u kasnim devedesetima. Pod vodstvom Briana Kerra, Republika Irska je osvojila Europsko prvenstvo ispod 17 godina i juniorsko prventsvo Europe 1998. godine na Cipru, gdje je član bio i Keane. 1999. godine sudjelovao je i na Svjetskom juniorskom prvenstvu u Nigeriji gdje je Irska stigla u osminu finala gdje su na jedanaesterce izbačeni od domaćina.
Upisao je svoj prvi nastup kao senior za Republiku Irsku protiv reprezentacije Češke u Olomocu u ožujku 1998. godine. Svoj prvi gol postigao je reprezentaciji Malte u listopadu iste godine. Također postigao je i hat-trick protiv San Marina u pobjedi Irske 5:0.
Keane je također i bio dio irske reprezentacije 2002. godine na svjetskom prvenstvu u Južnoj Koreji i Japanu, kada je postigao tri gola u 4 utakmice Republike Irske. Također je zanimljivo da je jedini dao gol njemačkom vrataru Kahnu prije finala i to u zadnjim minutama utakmice kada je dao izjednačujući pogodak koji je poveo Irsku reprezentaciju do osmine finala. Protiv Španjolske u osmini finala je postigao zgoditak opet u posljednjim trenucima utakmice i tako odveo utakmicu u produžetke. Na Keanovu žalost utakmicu su ipak pobijedili Španjolci nakon raspucavanja s bijele točke.
Iako se Irska 2006. godine nije uspjela kvalificirati na Svjetsko prvenstvo Keane je dao četiri zgoditka u osam kvalifikacijskih utakmica i tako postao najbolji strijelac Irske u tim kvalifikacijama.
Steve Staunton izbornik tadašnje irske reprezentacije je odabrao Keanea za kapetana svoje nogometne momčadi. U njihovoj prvoj utakmici pod Stauntonovim vodstvom Keane je postigao drugi gol u pobjedi 3:0 protiv Švedske nogometne reprezentacije, te postigao hat-trick protiv San Marina. Giovanni Trapattoni, izbornik irske reprezentacije koji je naslijedio Stauntona produžio je kapetanski status Keaneu na utakmici protiv reprezentacije Srbije, koja je završila 1:1.
Kao novi kapetan, Keane je poveo momčad Irske do drugog mjesta u kvalifikacijskoj skupini za sudjelovanje na prvenstvu 2010. godine u Južnoafričkoj Republici. Postigao je 40. gol u dresu reprezentacije protiv Cipra i pobjedu 2:1 koja je progurala Irsku na drugo mjesto skupine. Također u dodatnim kvalifikacijama postigao je 41. gol protiv Francuske koja je odvela utakmica u produžetke. U produžecima Francuska je dobila utakmicu nakon sramotnog gola iz zaleđa, koji je k tome još i asistiran igranjem rukom francuskog napadača Thierryja Henryja. Tim golom reprezentacija Irske izbačena je sa Svjetskog prvenstva.
Irski nogometni izbornik objavio je u svibnju 2016. godine popis za nastup na Europskom prvenstvu u Francuskoj, među kojim je i Keane bio. Izbornik ga je na Europskom prvenstvu koristio kao zamjenu u dvobojima sa Švedskom i Belgijom.
Keane je objavio je u kolovozu 2016. godine da je prijateljska utakmica protiv reprezentacije Omana u Dublinu, njegov oproštajni nastup u dresu izabrane vrste. Keane je za Irsku odigrao 146 utakmica i najbolji je strijelac u povijesti reprezentacije sa 68 pogodaka. "Bilo je to sjajno putovanje za mene, koje je trajalo više od 18 godina, još od debija u irskom dresu 1998. godine. Uživao sam u svakom trenutku. Za mene je bila velika čast što sam više od deset godina nosio kapetansku vrpcu", izjavio je Keane prilikom objave o oproštaju od reprezentativnog dresa.

## Vanjske poveznice
- Profil na stranici Tottenhama